# 반려암

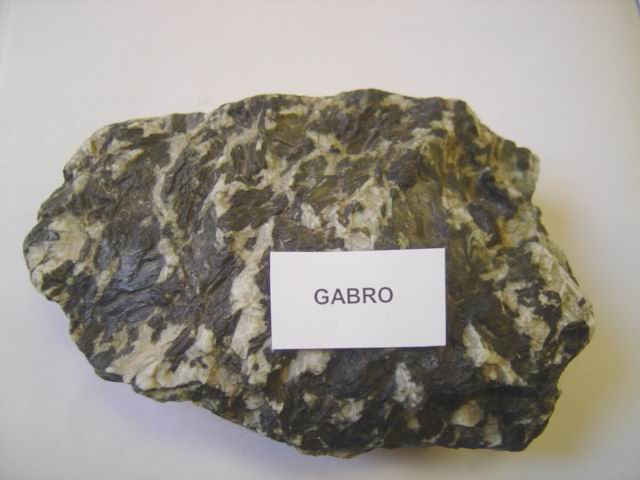
반려암

반려암(斑糲岩, gabbro)은 어두운 색을 띠는 조립질 심성암으로, 화학조성은 현무암과 동일하며, 해양 지각의 아래에서 주로 나타난다.

## 조성
반려암은 밀도가 높으며 어두운 회색, 때때로 녹청색을 띤다. 유색광물로 휘석과 감람석이 들어가 있으며, 무색광물은 사장석이 주요하다. 석영이나 준장석은 상대적으로 적다. 각섬석, 흑운모, 티탄철석, 울푀스피넬 등을 수 퍼센트 함유하며, 황철석, 자철석, 형석등이 부성분광물로 들어있기도 하다. 휘석은 주로 단사휘석이며, 사방휘석도 소량 존재할 수 있다. 만약 사방휘석의 양이 5%이상인 경우에는 노라이트(norite)라고 한다. 회장암과 하이퍼타이트도 반려암 군에 속한다. 이들은 고철질 광물의 함량에 따라 구분한다. 석영반려암도 알려져 있는데 이는 아마 이산화규소가 과포화된 마그마로부터 유래되었을 것이다. 에섹사이트(essexite)는 이산화규소에 불포화된 모마그마로부터 만들어진 반려암으로 준장석인 네펠린이 포함되어 있다. 또한 알갱이의 크기는 크다.
사장석의 함량이 낮아지면 맨틀의 주요 구성암석인 페리도타이트가 된다.

## 분류
무색광물을 기준으로 하는 QAFP 분류 다이어그램에서 반려암은 사장석이 가장 많이 포함된 경우가 된다. 석영이 함유되어 있는 경우에는 석영반려암이라고 한다. 대신 준장석을 포함하고 있는 경우에는 준장석반려암이라고 한다. 네펠린반려암은 터랄라이트(theralite), 아날침반려암은 테셰나이트(teschenite)라고 한다. 더 이상의 분류로 넘어가면 유색광물의 비를 통해서 분류하게 된다. 감람석 함량이 많은 경우에는 감람석반려암이나 트록토리쓰(troktolith)가 된다.

## 조직
반려암은 조립질로 알갱이의 크기는 1mm 이상인 경우가 많다. 알갱이 크기가 보다 작은 경우에는 돌러라이트라고 하지만, 일상적으로는 알갱이 크기에 대한 추가적인 기술이 필요한 경우 세립질반려암이라고 하기도 한다. 반려암에 따라서는 페그마타이트 수준의 극단적으로 큰 알갱이가 생길수도 있다. 휘석-사장석질의 누적암 중의 일부는 거정질 반려암인 경우가 있는데, 이때 광물들은 침상의 벽개를 가질 수도 있다.
반려암은 등립질 조직을 가는 경우가 많지만, 때에 따라서는 사장석의 오이코크리스트가 석기보다 이른 시기에 성장하여 반정질을 보이는 경우도 있다.

## 기원
반려암은 해양지각에서 거의 대부분이 발견되고, 가끔씩 대륙에서도 발견된다. 반려암은 현무암질 마그마가 지각 심부(대체로 5km 이상의 깊에)에서 천천히 식어가면서 형성된다. 현대에는 대부분의 반려암은 중앙해령에서 상승한 맨틀물질이 천천히 결정화되면서 형성된다. 대륙에서 발견되는 반려암은 산성마그마의 분화로부터 생겨났을 수 있다. 부가체 같이 두 대륙이 충돌하면서 형성되는 석영이 풍부하고 크기가 큰 마그마 쳄버안에서도, 상대적으로 작고, 알칼리를 많이 포함하고, 석영이 없거나 거의 포함되지 않은 암석이 형성된다.
반려암은 관입한 상태에서 그대로 결정화되어 휘석과 사장석이 균질한 조직을 가지는 형태로 산출되는 경우가 있는 반면, 마그마의 결정분화작용에 중력의 영향으로 광물의 분리가 일어나면 휘석과 사장석이 마그마 안에서 가라앉아 층상의 누적암 형태로 산출되는 경우도 있다.

## 이용
반려암은 크롬, 니켈, 코발트, 금, 은, 백금, 황화구리를 함유하는 경우가 종종 있다.
안반점상 반려암은 화장석, 포장석으로 많이 쓰인다. 상업적으로는 블랙화강암으로 알려져 있기도 하다. 서양에서는 묘비에 많이 쓰인다. 서양식 주방의 조리대에도 사용된다.

## 어원
반려암의 서양 이름인 개브로는 이탈리아 투스카니 지방의 마을 이름으로부터 독일의 지질학자 크리스티안 레오폴트 폰 부흐가 명명한 것이다. 에섹사이트는 미국 메사추세츠주의 에섹스에서 따온 이름이다. 대한민국과 일본에서 쓰이는 이름인 반려암에서 반은 반점무늬를 나타내고, 려(糲)는 "현미"라는 뜻으로, 검은색 바탕에 현미와 같은 흰 반점 모양의 암석을 나타내고있다. 중국에서는 휘석과 사장석으로 된 암석이라는 뜻에서 휘장암이라고 한다.

## 한국
부산광역시 부산국가지질공원의 지질명소 부산 전포동 구상반려암은 한국에서 반려암이 분포하는 거의 유일한 지역이며 세계적으로 희귀한 지질 유산이다.